# Margaret Milne Farquharson

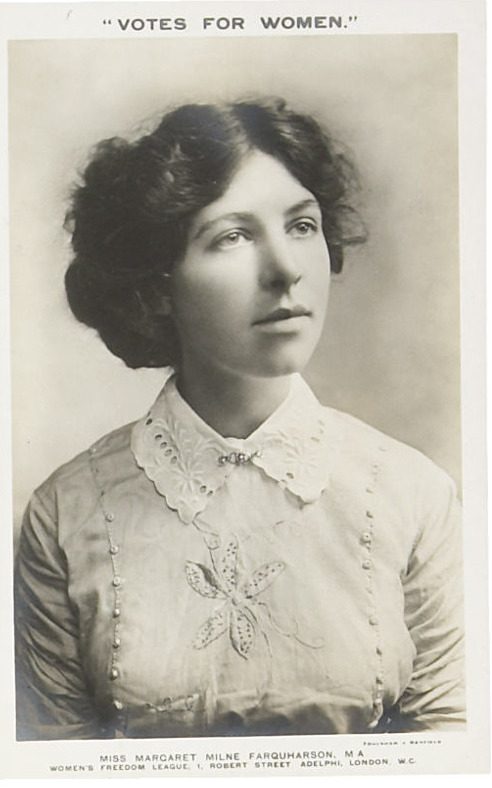
Margaret Milne Farquharson, 1902

Margaret Milne McConnachie Farquharson (* 17. August 1884 in Schottland; † nach 1936) war eine schottisch-britische Suffragette, Parlamentskandidatin und Sekretärin der National Political League.

## Leben
Farquharson wurde 1884 geboren. 1908 schloss sie ihr Studium mit einem Master-Abschluss an der University of Glasgow ab.
Vor dem Ersten Weltkrieg machte sie als eine der Anführerinnen der Frauenwahlrechtsbewegung auf sich aufmerksam. 1909 wurde sie als Suffragette verhaftet und für fünf Tage im Holloway Prison eingesperrt. Sie war eine bezahlte Organisatorin der Women’s Freedom League für Liverpool, zusammen mit Mary Broadhurst. Allerdings konnte die WFL sich nicht gegenüber der Women’s Social and Political Union (WSPU) etablieren. Die bezahlten Stellen in Liverpool wurden nach Januar 1909 nicht mehr unterstützt.
1911 wurde die National Political League (NPL) mit Sitz in London gegründet, deren Präsidentin Mary Broadhurst war, mit Farquharson als Sekretärin. Das Hauptziel der NPL war die Förderung sozialer und politischer Reformen auf überparteilicher Basis und sie versammelte vornehmlich konservative Suffragetten. Zu den Unterstützern der Liga gehörten zum Beispiel die Suffragette und Geldgeberin Janie Allan, die Sozialistin Ethel Snowden, die Suffragette Laura Ainsworth oder die Politiker George Lansbury und John Scurr. 1913 organisierte die NPL ein Treffen in der Kingsway Hall, bei dem 1.500 Menschen, darunter George Bernard Shaw, zusammenkamen, um über die Zwangsernährung hungerstreikender Suffragetten zu diskutieren und dagegen zu protestieren. Über das Treffen wurde wortwörtlich das Innenministerium unterrichtet.
Während des Krieges gründete die NPL den National Land Council. Diese Organisation schuf elf Standorte in Großbritannien, an denen Frauen für die Arbeit auf dem Land ausgebildet werden konnten. Die National Political League änderte 1917 ihren Namen in National Political Reform League. Nach der Wahlrechtsreform 1918 war Farquharson eine der ersten Frauen, die bei den Wahlen in dem Jahr (erfolglos) für ein Parlamentsmandat kandidierte.
Nach Kriegsende bis 1922 entwickelte die NPL Sympathien für die Palästinenser und Araber, die sich über das Wirken des Zionismus in Palästina beschwerten. Es scheint, dass die NPL die arabische Sache unterstützte, da sie die Unterstützung der britischen Regierung für den Zionismus ablehnte und dies sowie den Aufstieg des Bolschewismus bekämpfen wollte. Frances E. Newton wurde Mitglied und sie, Broadhurst und Farquharson setzten sich in Schreiben an die Times, das Parlament, das House of Lords und verschiedene Ministerien für diese Sache ein.
Diese mehr zufällige Verschiebung führte dazu, dass die NPL als ein Sammelbecken für Agitation gegen die Balfour-Deklaration wurde. In Folge wurde sie von der britischen Polizei überwacht und Mitglieder des britischen Regierungskabinetts wurden angewiesen, sie zu meiden. 
Broadhurst starb 1928. Farquharson scheint auch ohne sie dabei geblieben und ihr als Vorsitzende nachgefolgt zu sein. Ein Geheimdienstbericht von 1937 stellte fest, dass „Miss Margaret Milne Farquharson Geld von wohlhabenden Indern und Arabern erhielt“. Sie nutzte dieses Geld, um die Pan-Islamisten und die Sichtweise der Palästinenser zu unterstützen. Danach verliert sich ihre Spur.